# 공익광고협의회
공익광고협의회(公益廣告協議會, Public Service Advertisement Council)는 대한민국 방송통신위원회 소관의 특수법인인 한국방송광고진흥공사 산하 공익광고 캠페인 전담 기구다.

## 기능 및 업무
공익광고협의회는 광고학계, 언론계, 방송계, 광고계, 시민 단체 등 사회 각계 각층을 대표하는 20명 내외의 저명 인사로 구성되어 있다. 이 기구는 1년 단위로 위촉되며 1년 내내 수시로 전체 회의, 제작 소위원회를 개최한다. 공익광고협의회는 "설득 커뮤니케이션으로서의 광고를 활용하여 국민적 합의와 화합을 실현하고 나아가 선진 국민으로서의 의식을 확립하여 문화 민족의 긍지와 주인 의식을 함양한다."라는 취지를 기본 이념으로 한다.
공익광고협의회는 공익광고 캠페인의 기본 방향 및 주제 선정, 각 주제별 공익광고의 제작 방향 결정, 공익광고 제작물 시안 심사, 공익광고의 제작·방영 및 게재 이후의 평가 진행에 관한 기능을 담당한다.

## 역사
1981년 10월 1일 한국방송광고공사 산하 기구로 설립된 방송광고향상자문위원회(放送廣告向上諮問委員會)가 구성되었다. 이 기구는 공익광고의 연간 주제와 월간 주제 선정, 방송광고의 홍보 대책 수립, 방송광고 산업의 과학화·전문화를 위한 기반 조성, 공익광고의 도입 및 정책을 위한 방안 모색 등을 목적으로 내걸었다. 1981년 12월 5일에는 공익광고협의회에서 방영한 최초의 방송 공익광고인 《저축으로 풍요로운 내일을》이 방영되었다.
1983년 2월 22일에는 방송 공익광고, 인쇄 공익광고의 효율적인 운용 방안 제시, 공익광고에 대한 자문 기구, 공익광고의 질적 향상 도모를 위한 진보적 의견 수렴 기구로서의 정형화를 위한 차원에서 방송광고향상자문위원회를 자발적으로 해체하고 위원들을 해임하는 한편 새로운 위원들로 구성된 공익광고향상자문위원회(公益廣告向上諮問委員會)가 구성되었다.
1987년 1월에는 공익광고에 관한 연구, 공익광고의 효율적인 집행 방안 등에 관한 연구를 담당하는 한국방송광고공사 부설 기구인 광고문화연구소(廣告文化硏究所)가 설립되었으며 공익광고에 관한 업무 또한 사업국 조사부에서 광고문화연구소로 이관되었다. 1988년 7월 1일을 기해 공익광고향상자문위원회는 자발적으로 해체되었고 공익광고에 관한 한국방송광고공사 산하 자율 기구인 공익광고협의회가 설립되었다. 2015년을 기준으로 한국방송광고진흥공사에서 제작한 방송 공익광고는 총 354편이다.

### 외국 기관과의 공동 캠페인 공익광고 제작
2005년과 2008년에는 일본의 비영리 공익광고 기구인 공공광고기구(일본어: 公共広告機構, 현재의 AC 재팬)와 함께 "내일을 함께 생각하자"(일본어: 明日を一緒に考えよう)라는 슬로건을 내건 한일 공동 캠페인 공익광고를 제작했다. 2005년에는 부모와 자식 간의 대화를 주제로 한 공익광고를 제작했고 2008년에는 환경 보전을 주제로 한 공익광고를 제작했다. 2016년에는 중화인민공화국 중국중앙텔레비전(CCTV) 산하 광고관리센터(중국어: 中国中央电视台 广告经营管理中心)와 함께 효(孝)를 주제로 한 한중 공동 캠페인 공익광고를 제작했다.

## 광고 명의
대외 광고의 명의로는 다음과 같은 명의를 사용하였다.
- 1981년 ~ 1983년 : 방송광고향상협의회
- 1983년 ~ 1994년 : 공익광고협의회
- 1994년 ~ 1997년 : 공익광고협의회·한국방송광고공사 제공(텔레비전 공익광고), 공익광고협의회·한국방송광고공사(인쇄 공익광고)
- 1997년 ~ 2007년 : 공익광고협의회·한국방송광고공사
- 2007년 ~ 2012년 : 한국방송광고공사 공익광고협의회
- 2012년 ~ 2014년 : 한국방송광고진흥공사 공익광고협의회
- 2014년 ~ 현재 : 공익광고협의회

### 역대 로고

1981년부터 1983년까지 사용된 방송광고향상협의회의 로고
1983년부터 1992년까지 사용된 공익광고협의회의 로고
1992년부터 1994년까지 사용된 공익광고협의회의 로고
1994년부터 1997년까지 사용된 공익광고협의회의 로고
1997년부터 1998년까지 사용된 공익광고협의회의 로고
1998년부터 2007년까지 사용된 공익광고협의회의 로고
2007년부터 2008년까지 사용된 공익광고협의회의 로고
2008년부터 2012년까지 사용된 공익광고협의회의 로고
2012년부터 2014년까지 사용된 공익광고협의회의 로고
2014년부터 현재까지 사용되고 있는 공익광고협의회의 로고

### 효과음(징글)
1984년부터 1998년까지 제작된 공익광고협의회의 방송 공익광고의 끝 부분에서는 독일의 작곡가인 제임스 라스트가 연주한 로베르트 슈만의 《교향곡 2번》 2악장의 끝 부분을 샘플링한 효과음(징글)을 사용했다. 2004년부터 현재까지 제작된 공익광고협의회의 방송 공익광고의 끝 부분에서는 실로폰으로 연주한 효과음(징글)이 사용되고 있다.

## 같이 보기
- 대한민국 공익광고제
- AC 재팬 (일본의 비영리 공익광고 기구)